# بنتسن (والزروده)
بنتسن (به آلمانی: Benzen) یک منطقهٔ مسکونی در آلمان است که در والزروده واقع شده‌است. بنتسن ۲۴۰ نفر جمعیت دارد.